# (6599) Tsuko
(6599) Tsuko es un asteroide perteneciente al cinturón de asteroides, región del sistema solar que se encuentra entre las órbitas de Marte y Júpiter.
Fue descubierto el 8 de agosto de 1988 por Kin Endate y Kazuro Watanabe desde el observatorio de Kitami.

## Designación y nombre
Designado provisionalmente como 1988 PV, fue nombrado en honor a Tsuko Nakamura (n. 1943), quien estudió mecánica celeste en el Departamento de Astronomía de la Universidad de Tokio y cuya investigación en el Observatorio Astronómico Nacional incluye observaciones de los fenómenos mutuos de los satélites galileanos de Júpiter e investigaciones estadísticas del comportamiento orbital a largo plazo de planetas menores y cometas. Sus intereses también incluyen el estudio de antiguos archivos japoneses para observaciones de fenómenos astronómicos.

## Características orbitales
Tsuko está situado a una distancia media del Sol de 2,267 ua, pudiendo alejarse hasta 2,749 ua y acercarse hasta 1,784 ua. Su excentricidad es 0,213 y la inclinación orbital 5,186 grados. Emplea 1246,57 días en completar una órbita alrededor del Sol.

## Características físicas
La magnitud absoluta de Tsuko es 14,37. Tiene 3,395 km de diámetro y su albedo se estima en 0,326.